# Patrice Bergeron
Patrice Bergeron (ur. 24 lipca 1985 w L’Ancienne-Lorette, Quebec) – kanadyjski hokeista, reprezentant Kanady, dwukrotny olimpijczyk.

## Kariera
- Sainte-Foy Gouverneurs (2001)
- Séminaire St-François Blizzard (2001–2002)
- Acadie-Bathurst Titan (2002–2003)
- Boston Bruins (2003–)
  -  Providence Bruins (2004–2005)
  -  HC Lugano (2012-2013)

Wychowanek Ancienne-Lorette MHA. Przez dwa lata grał w kanadyjskiej lidze juniorskiej QMJHL w ramach CHL. W drafcie został wybrany w tym samym roku, z numerem czterdziestym piątym przez Bruins. W NHL gra od 2003. W debiutanckim sezonie zgromadził 39 punktów (16 goli). Na skutek lokautu w następnym roku grał w zespole filialnym Bruins. Od 2006 jest jednym z kapitanów Bruins. W październiku 2010 przedłużył kontrakt z Bostonem o trzy lata. Od października 2012 do stycznia 2013 na okres lokautu w sezonie NHL (2012/2013) związany kontraktem ze szwajcarskim klubem HC Lugano. W lipcu 2013 przedłużył kontrakt z Bostonem o osiem lat.
Uczestniczył w turniejach mistrzostw świata 2004, 2006, zimowych igrzysk olimpijskich 2010, 2014, Pucharu Świata 2016.
Z reprezentacją zdobył złoty medal na igrzyskach w 2010. Jest złotym medalistą mistrzostw świata z 2004, brał udział w MŚ 06. Wcześniej odnosił sukcesy w rywalizacji juniorskiej, w 2005 zdobywając złoto mistrzostw świata – był MVP tej imprezy. Dzięki zwycięstwu razem z Boston Bruins w sezonie 2010/2011 został członkiem Triple Gold Club.

## Sukcesy

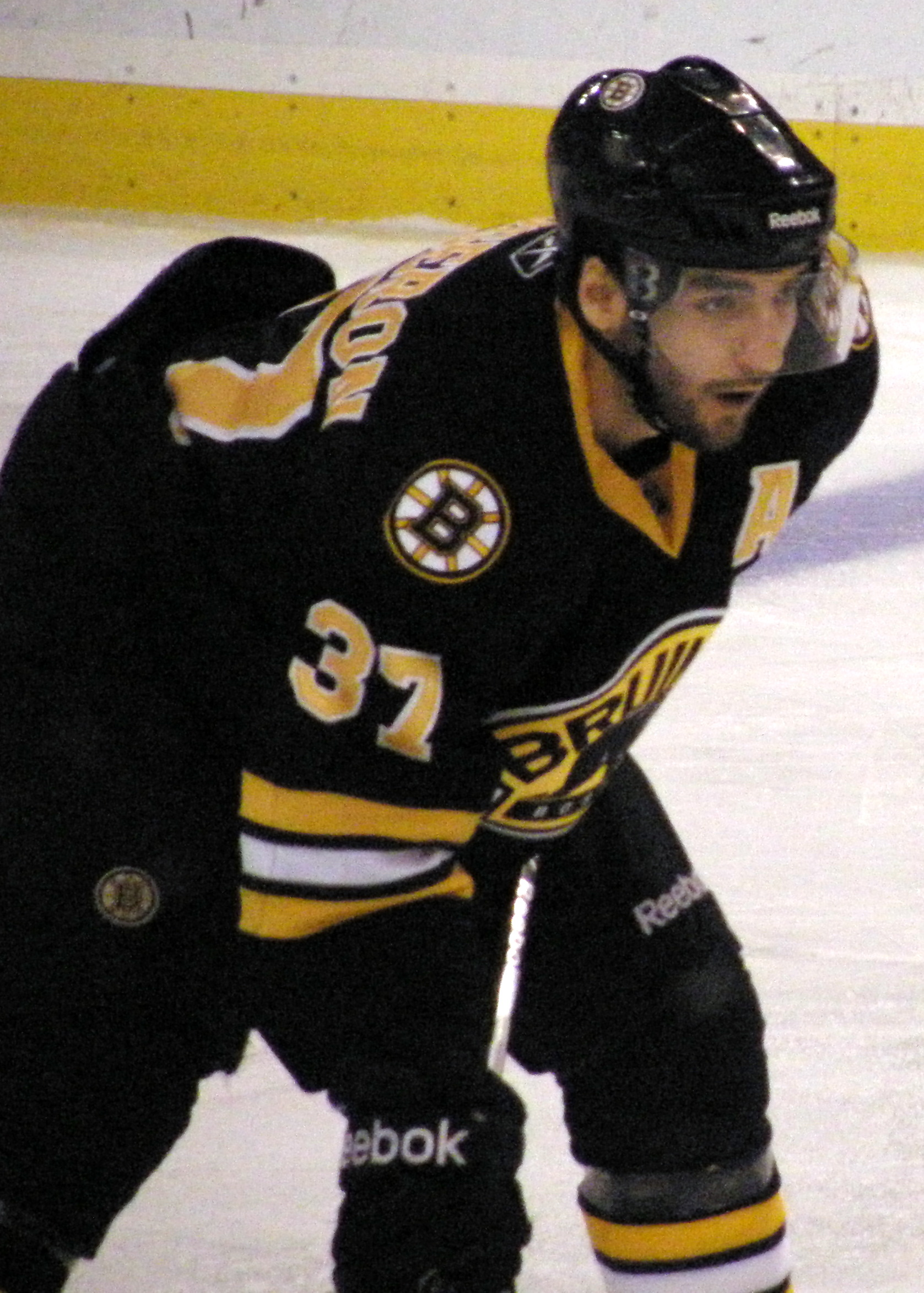
Patrice Bergeron w barwach Boston Bruins (2011)

Reprezentacyjne
- Złoty medal mistrzostw świata: 2004
- Złoty medal mistrzostw świata juniorów do lat 20: 2005
- Złoty medal zimowych igrzysk olimpijskich: 2010, 2014
- Puchar Świata: 2016

Klubowe
- Puchar Stanleya: 2011 z Boston Bruins
- Puchar Spenglera: 2011 z Team Canada
- Prince of Wales Trophy: 2011, 2013 z Boston Bruins
- Presidents’ Trophy: 2014 z Boston Bruins
- Mistrzostwo konferencji NHL: 2011, 2013, 2014 z Boston Bruins
- Mistrzostwo dywizji NHL: 2009, 2011, 2012, 2014 z Boston Bruins

Indywidualne
- Sezon QMAAA 2001/2002:
  - Prospect Award
- Mistrzostwa świata do lat 20 w 2005:
  - Pierwsze miejsce w klasyfikacji kanadyjskiej turnieju: 13 punktów
  - Skład gwiazd turnieju
  - Najbardziej Wartościowy Zawodnik (MVP) turnieju
- Sezon NHL (2010/2011):
  - Zdobywca przesądzającego gola w finałach o Puchar Stanleya
- Sezon NHL (2011/2012):
  - Frank J. Selke Trophy – nagroda dla najbardziej defensywnego napastnika
  - NHL Plus/Minus Award – pierwsze miejsce w klasyfikacji +/− w sezonie zasadniczym
- Sezon NHL (2012/2013):
  - Pierwsze miejsce w klasyfikacji skuteczności wygrywanych wznowień: 62,1%
  - King Clancy Memorial Trophy
- Sezon NHL (2013/2014):
  - Drugie miejsce w klasyfikacji +/− w sezonie zasadniczym: +38
  - Frank J. Selke Trophy – nagroda dla najbardziej defensywnego napastnika
  - NHL Foundation Player Award
- Sezon NHL (2014/2015):
  - Frank J. Selke Trophy – nagroda dla najbardziej defensywnego napastnika

Wyróżnienia
- Triple Gold Club: 2011